# Moganite
Ne doit pas être confondu avec morganite.
La moganite est une espèce minérale formée de silice (dioxyde de silicium : SiO2) ; c'est un polymorphe du quartz : même composition mais avec une structure cristalline différente.
En 1994, l'Association Internationale de Minéralogie rejetait sa catégorisation à part, car elle n'est pas clairement distinguable du quartz, les mesures permettant la différenciation semblant trop subtiles.
Elle a depuis été admise dans la liste officielle des minéraux de l'IMA par la CNMC (Commission des Nouveaux Minéraux, Nomenclature et Classification). Elle semble affectionner les lieux extrêmement secs.

## Inventeur et étymologie
Cette forme particulière de la silice est connue depuis le XIXe siècle ; elle a fait l'objet d'une première description par le minéralogiste français Auguste Michel-Levy sous le nom de lutécite ;  mais c'est la description en 1984 par les minéralogistes allemands Floerke et Giese qui fait référence. Le nom dérive du topotype.

## Topotype
Mogán, Grande Canarie, Espagne

## Cristallographie
- Paramètres de la maille conventionnelle : {\displaystyle a} = 8,758 Å, {\displaystyle b} = 4,876 Å, {\displaystyle c} = 10,715 Å  ; V = 457,57 Å3

## Synonyme
- Lutécite (Michel-Lévy)[7]

## Gisements remarquables
- Angleterre

Dorset&Derbyshire
- Espagne

Mogán, Grande Canarie, Province de Las Palmas (topotype)
- États-Unis

Greasewood Gulch, Comté de Rio Blanco, Colorado
- France

Saint-Priest-en-Jarez, Saint-Etienne, Loire, Rhône-Alpes
Ravine de Courgas, Apt, Vaucluse, Provence-Alpes-Côte d'Azur
- Nouvelle-Zélande

Puhipuhi, Northland, North Island

## Critères de déterminations
- Ne peut être identifié que par diffraction de sa poudre ou spectroscopie Raman.